# Antonino da Randazzo
Tommaso Tetti, mais conhecido como Antonino da Randazzo (Randazzo, ... – Tropea, 1632), foi um frade católico italiano da Ordem dos Frades Menores. 
Ele foi o autor biógrafo de muitos textos históricos, nomeadamente relacionada com os processos de  canonização, as suas testemunhas e a vida dos Santos, o Beato e Venerável. Sua produção literária inclui "Crônicas de as duas vidas do Venerável Maria e de ambos os sexos, nas províncias de conformidade e Reforma da Sicília", os originais são mantidos no Convento di Santa Maria di Porto Salvo para Messina, e os três volumes de "processos da vida de muitos frades e ilustre terciária da Sicília".

## Publicações de Antonino Randazzo
- Il libro dei Processi di vite e miracoli di frati terziari, 3 volumi
- Certifiazione testimoniale dei miracoli di Antonino Natoli da Patti
- Monache e servi di Dio dell'Osservanza, 3 volumi
- Annales omnium tempourum, LXXXII
- Relationes historicae (Relazioni Storiche)
- Cronache delle due vite dei beati e venerabili d'ambo i sessi nelle province dell'osservanza e della Riforma di Sicilia, Messina
- Processi delle vite di molti frati e terziarii illustri della Sicilia, 3 volumi tecido pertencente ao Frei San Antonino Natoli circuncidados colocado sobre o paciente imediatamente colocar um fim a todo o sofrimento.